# Safia albidiscata
Safia albidiscata är en fjärilsart som beskrevs av William Schaus. Safia albidiscata ingår i släktet Safia och familjen nattflyn. Inga underarter finns listade.